# The Last Amazing Grays
«The Last Amazing Grays» es el primer sencillo del álbum The Days of Grays, de la banda de metal finlandesa Sonata Arctica. Fue lanzado al mercado el 26 de agosto de 2009 en Finlandia exclusivamente, por cortesía de Nuclear Blast Records y tiene una duración de 5: 40 minutos. El sencillo contiene la versión editada del vídeo del sencillo "Flag in the Ground", y una versión orquestral de la canción "The Last Amazing Grays". La canción quedó tercera en la lista de los mayores éxitos del momento en Finlandia.

## Listado de canciones
1. "The Last Amazing Grays" - 4:14
2. "Flag in the Ground" (video edit) - 4:10
3. "The Last Amazing Grays" (versión orquestral) - 5:10

## Personal
- Tony Kakko – voz
- Elias Viljanen – guitararra
- Marko Paasikoski – bajo
- Henrik Klingenberg – teclados
- Tommy Portimo – batería